# Peckia garleppi
Peckia garleppi är en tvåvingeart som först beskrevs av Günther Enderlein 1928.  Peckia garleppi ingår i släktet Peckia och familjen köttflugor.
Artens utbredningsområde är Bolivia. Inga underarter finns listade i Catalogue of Life.